# Ducula finschii
Pombo-imperial-de-finsch (Ducula finschii) é uma espécie de ave da família Columbidae.
É endémica da Papua-Nova Guiné.
Os seus habitats naturais são: florestas subtropicais ou tropicais húmidas de baixa altitude e regiões subtropicais ou tropicais húmidas de alta altitude.